# بلطي أخمص
بُلطي أخمص (الاسم العلمي: Pelmatolapia)، جنس أسماك من فصيلة البلطية موطنه أفريقيا الاستوائية. هذا الجنس وجثوم مجنح (Pterochromis) هم الوحيدون في قبيلة بلطاوات أخمصية (Pelmatolapiini)، لكنهم سابقًا كانوا مدرجين في قبيلة البلطاوات.

## الأنواع
يوجد حاليًا نوعان معترف بهما في هذا الجنس:
- Pelmatolapia cabrae (جورج ألبرت بولينغر, 1899)
- Pelmatolapia mariae (جورج ألبرت بولينغر, 1899) (بلطي مرقط)